# Сафін Алмаз Мінігалієвич
Алмаз Мінігалієвич Сафін (рос. Алмаз Минигалеевич Сафин; 4 жовтня 1985, Раєвський, Башкирська АРСР— 14 січня 2023, Кремінна, Україна) — російський військовик, старшина ПДВ РФ. Герой Російської Федерації.

## Біографія
Закінчив 9 класів раєвської середньої загальноосвітньої школи №2 і Бердський електромеханічний технікум. Пройшов строкову службу в ЗС РФ, після чого працював за спеціальністю. В 2014 році вступив на службу за контрактом в Новосибірське вище військове командне училище, займався підготовкою десантників, командував взводом. Учасник інтервенції в Сирію. З 30 вересня 2022 року брав участь у Російсько-українській війні, тимчасово виконував обов'язки розвідника-оператора роти 237-го десантно-штурмового полку 76-ї десантно-штурмової дивізії. Загинув у бою. Похований на братському цвинтарі Шафраново.

## Сім'я
Був двічі одружений. В першому шлюбі народився син, в другому — 2 дочки.

## Нагороди
- Медаль «5 років на військовій службі»[1]
- Медаль «За бойові заслуги»[1]
- Медаль «Учаснику військової операції в Сирії»[1]
- Звання «Герой Російської Федерації» (16 січня 2023, посмертно) — «за мужність і героїзм, проявлені під час виконання військового обов'язку.»
- Орден генерала Шаймуратова (Башкортостан; 2023, посмертно) — «за проявлені під час спеціальної військової операції мужність і героїзм.»